# Utrechtse Heuvelrug
Utrechtse Heuvelrug (anhörenⓘ) ist eine Gemeinde in der niederländischen Provinz Utrecht.
Die am 1. Januar 2006 durch Zusammenlegung der fünf ehemaligen Gemeinden Amerongen, Doorn, Driebergen-Rijsenburg, Leersum und Maarn entstandene Gemeinde hat ihren Namen vom Waldgebiet Utrechtse Heuvelrug (deutsch Utrechter Hügelrücken), dessen Südhälfte die Gemeinde umfasst.
Die Gemeinde kam am 1. Januar 2025 auf 50.941 Einwohner (380 Einwohner/km²). Ihre Gesamtfläche beträgt 133,94 km². Bürgermeister ist Frits Naafs. Der Gemeinderat hat 29 Mitglieder.

## Orte
Die Gemeinde besteht aus den ehemals selbständigen Orten:
1. Driebergen-Rijsenburg (19.000 Einwohner)
2. Doorn (10.680 Einwohner)
3. Leersum (7810 Einwohner)
4. Amerongen (5475 Einwohner)
5. Maarn (4710 Einwohner)
6. Overberg (1475 Einwohner)
7. Maarsbergen (1400 Einwohner)

Die Verwaltung hat ihren Sitz in Doorn.

## Lage und Wirtschaft
Driebergen-Rijsenburg (auch einfach Driebergen genannt) liegt an der Eisenbahnstrecke und Autobahn Utrecht–Arnheim. Mit dem westlichen Nachbardorf Zeist teilt es sich den Bahnhof Driebergen-Zeist. Auch Maarn hat einen Bahnhof an dieser Schienenverbindung.
Driebergen liegt am Rand des Wald- und Moränengebiets Utrechtse Heuvelrug. Wie in Zeist stehen in Driebergen viele Villen und Landhäuser, die jetzt als Bildungszentren, Altersheime, Sanatorien oder als Bürogebäude genutzt werden. Driebergen hatte eine Akademie für Sozialstudien „De Horst“ (bis 2005), es gibt einige kleine Fabriken, ein Konferenzzentrum nahe der Autobahn und verschiedene Hotels und Pensionen.
Doorn liegt 4 km südöstlich von Driebergen und 3,5 km südlich des an der Autobahn Utrecht–Arnheim gelegenen Maarn.
Früher ließen Reiche aus der weiten Umgebung hier Villen oder Landsitze erbauen. Diese dienen jetzt meist als Klinikum (u. a. das Blindeninstitut Bartiméus), Konferenzzentrum, Sanatorium oder Bildungsanstalt. In Doorn steht eine Justizvollzugsanstalt (Schule und Internat) für inhaftierte Jugendliche unter 18 Jahre. Der Dienstleistungssektor ist für die örtliche Wirtschaft am wichtigsten.
Leersum und Amerongen, östlich von Doorn, sind hauptsächlich auf den Tourismus orientiert.

## Geschichte
Driebergen hat, südlich der Ortsmitte, einige kleine Lustschlösser aus den Jahren 1400 bis 1800. Rijsenburg war in den Jahren 1818 bis 1931 eine selbständige Gemeinde, deren Kern (mit einer Kirche besonderen Stils) immer noch erkennbar ist. Nach 1931 wuchsen die beiden Dörfer zusammen.
Leersum und Amerongen kannten von etwa 1800 bis 1960 den Anbau von Tabak, viele stattliche Häuser der Tabakbauern und viele Tabakschuppen erinnern daran. Der Tabak wurde in Fabriken im östlichen Nachbarort Veenendaal weiterverarbeitet.

## Sehenswürdigkeiten

### Huis Doorn
Eine wichtige Sehenswürdigkeit der Gemeinde ist das Schloss Haus Doorn (Huis Doorn), in dem der letzte deutsche Kaiser, Wilhelm II., von 1920 bis zu seinem Tod 1941 im Exil lebte. Im Schlosspark steht ein von ihm selbst in Auftrag gegebenes Mausoleum mit seinem Sarg. Das Schloss ist immer noch so eingerichtet wie am Tage des Todes seines letzten Bewohners, mit nur kleinen Eingriffen, die es zum Museum tauglich machen. Viele seiner Wertgegenstände und Erinnerungsstücke, die er aus Deutschland hatte überbringen lassen, sind im Haus Doorn ausgestellt.

### Schloss Amerongen

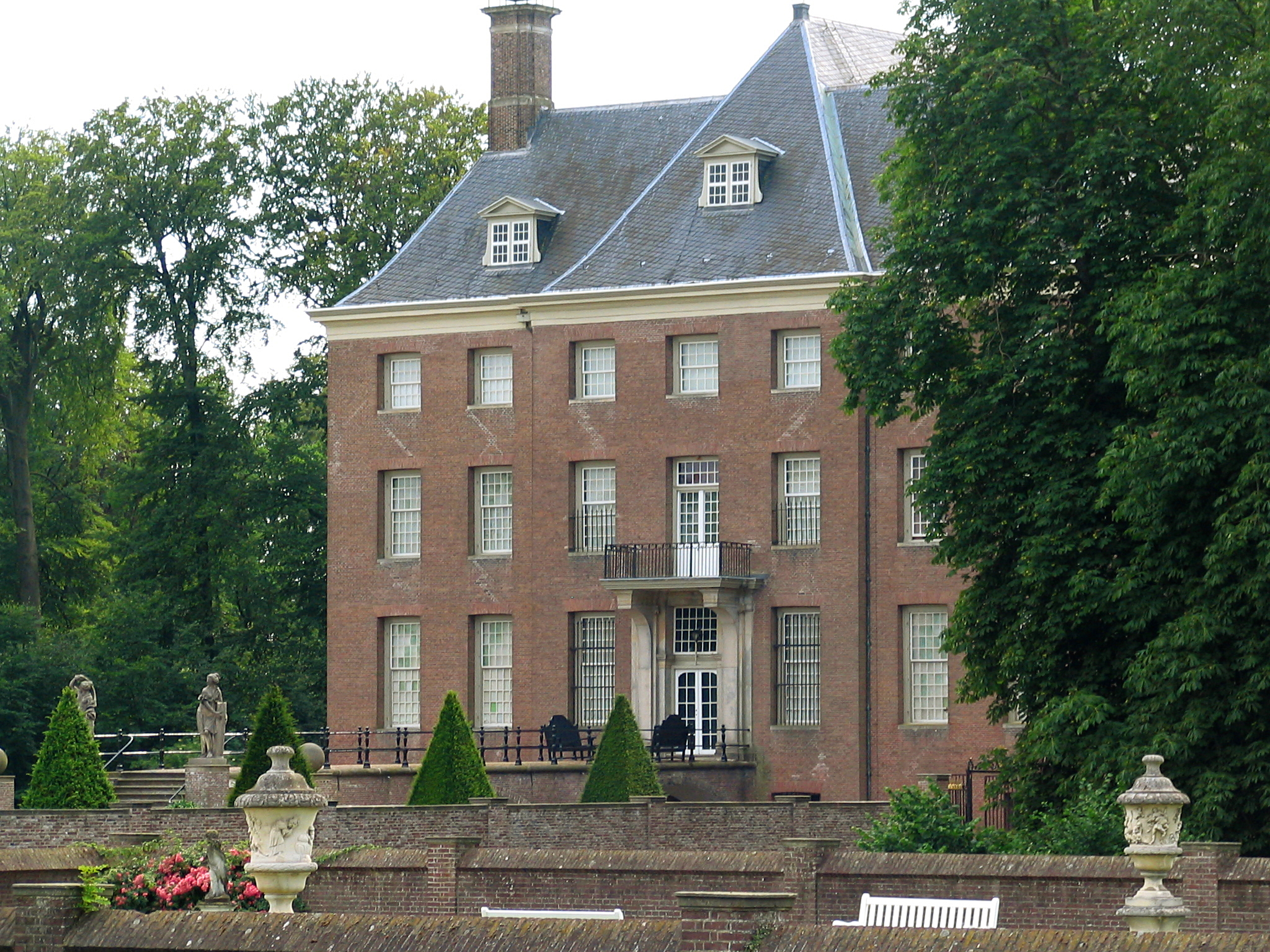
Schloss Amerongen

Schloss Amerongen wurde 1286 erstmals erwähnt, 1673 und im Auftrag Ludwigs XIV von französischen Truppen zerstört. Es wurde 1680 wieder neu aufgebaut. Am 28. November 1918 dankte hier Kaiser Wilhelm II. ab und wohnte darin bis 1920. Es war später Rathaus und bis 2002 dem Publikum zur Besichtigung geöffnet.
Das Schloss befindet sich in schlechtem Bauzustand und wird mithilfe von Spendengeldern restauriert. Es ist von Gärten (darunter einer mit seltenen Obstbäumen) umgeben, die im Frühling und Sommer geöffnet sind.

### Sonstige Sehenswürdigkeiten
- Nationalpark Utrechtse Heuvelrug
- Die Andreaskirche in Amerongen aus dem 15. Jahrhundert, mit originaler Bätz-Orgel von 1763
- Die Häuschen um die Andreaskirche in Amerongen bilden ein Dorfzentrum
- In Driebergen befindet sich der historische Außenplatz Sparrendaal (1754). In den Jahren 1964 bis 2005 befand sich dort das Rathaus.
- Bei Maarn liegt das Naherholungsgebiet Henschoter Meer.
- Das Schleusen- und Stauwehranlage Amerongen in der Lek
- Der Hügel Donderberg mit einem 1818 erbauten Grabmal eines örtlichen Herrn; der Architekt des Monumentes, Jan David Zocher, entwarf auch den bekannten Vondelpark in Amsterdam
- In Driebergen befindet sich ein Park mit Heide- und Rosengärten und einige Parkanlagen von Jan David Zocher.
- Von Gimborn Arboretum, botanischer Garten in Doorn

### Bilder

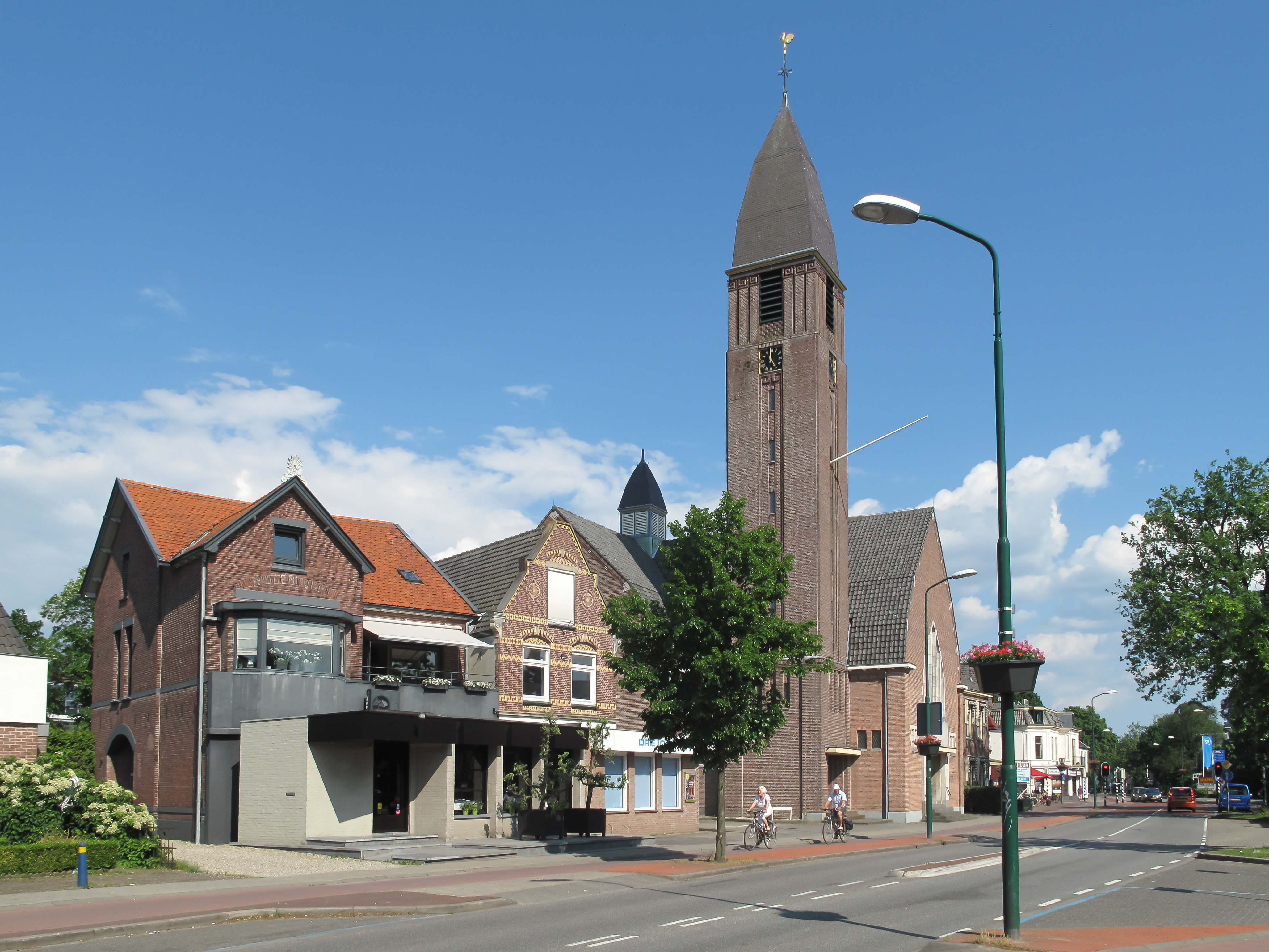
Driebergen, Kirche (die Grote Kerk)
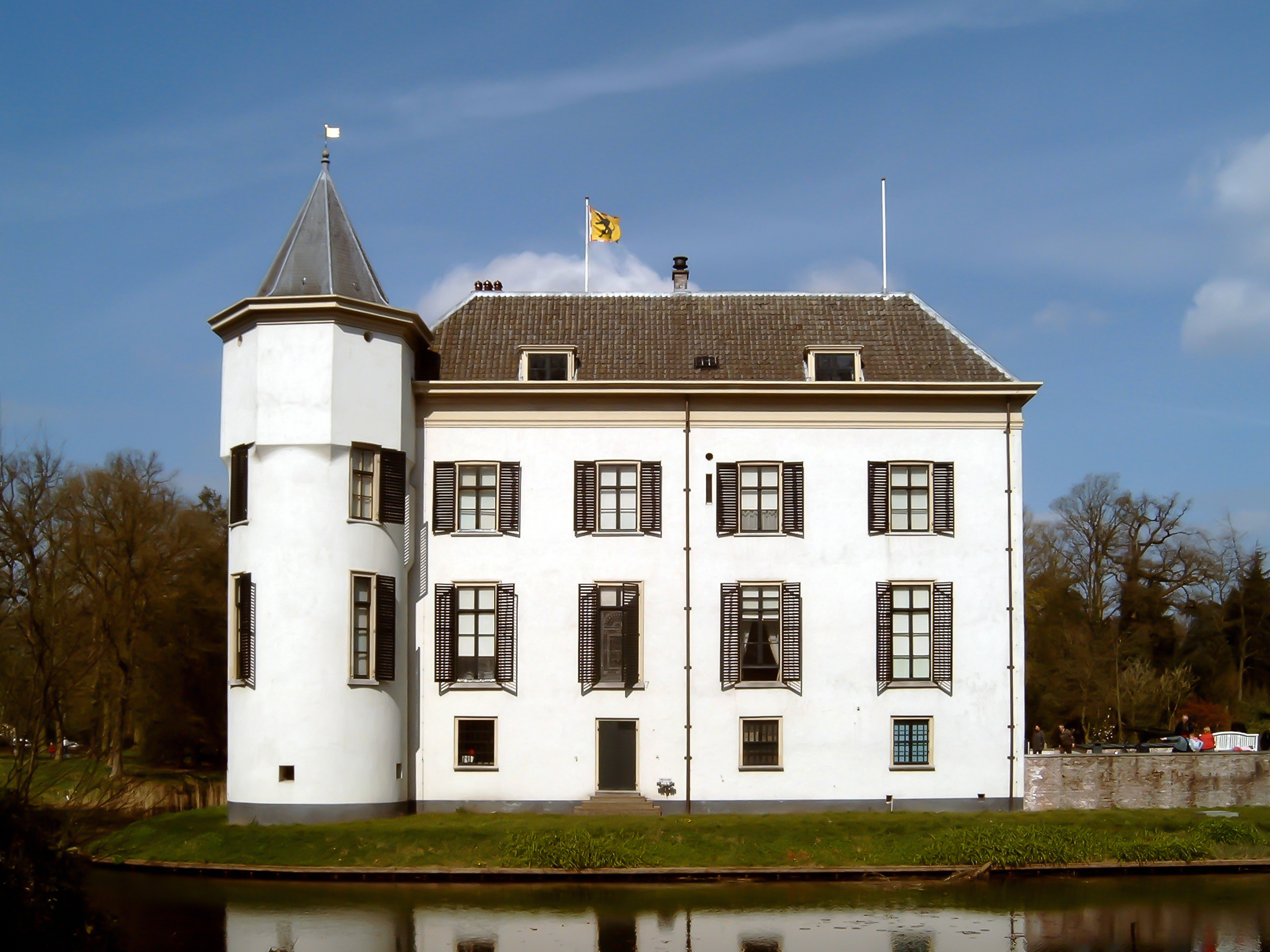
Doorn, Landhaus: Huize Doorn
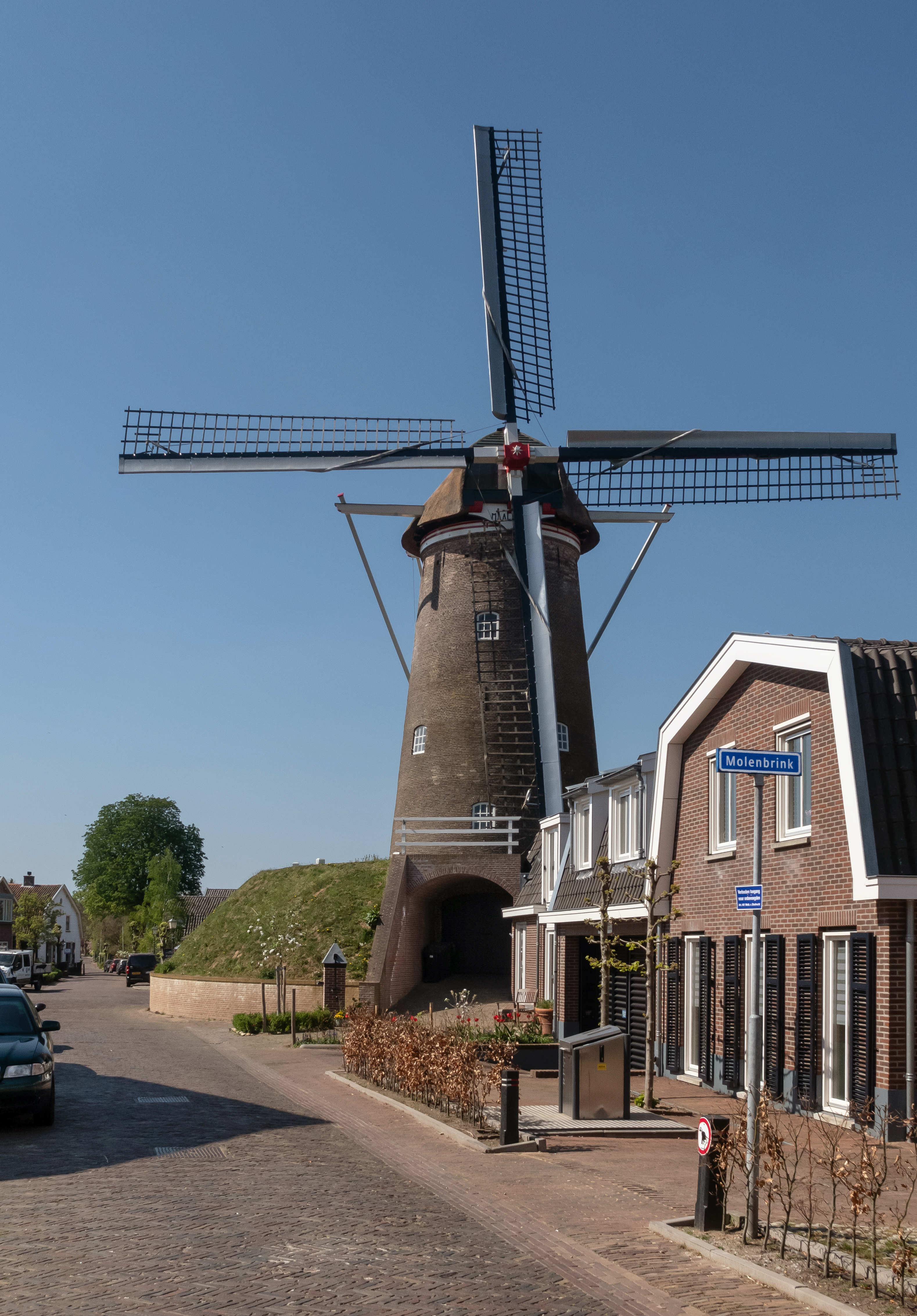
Amerongen, Mühle: korenmolen Maallust
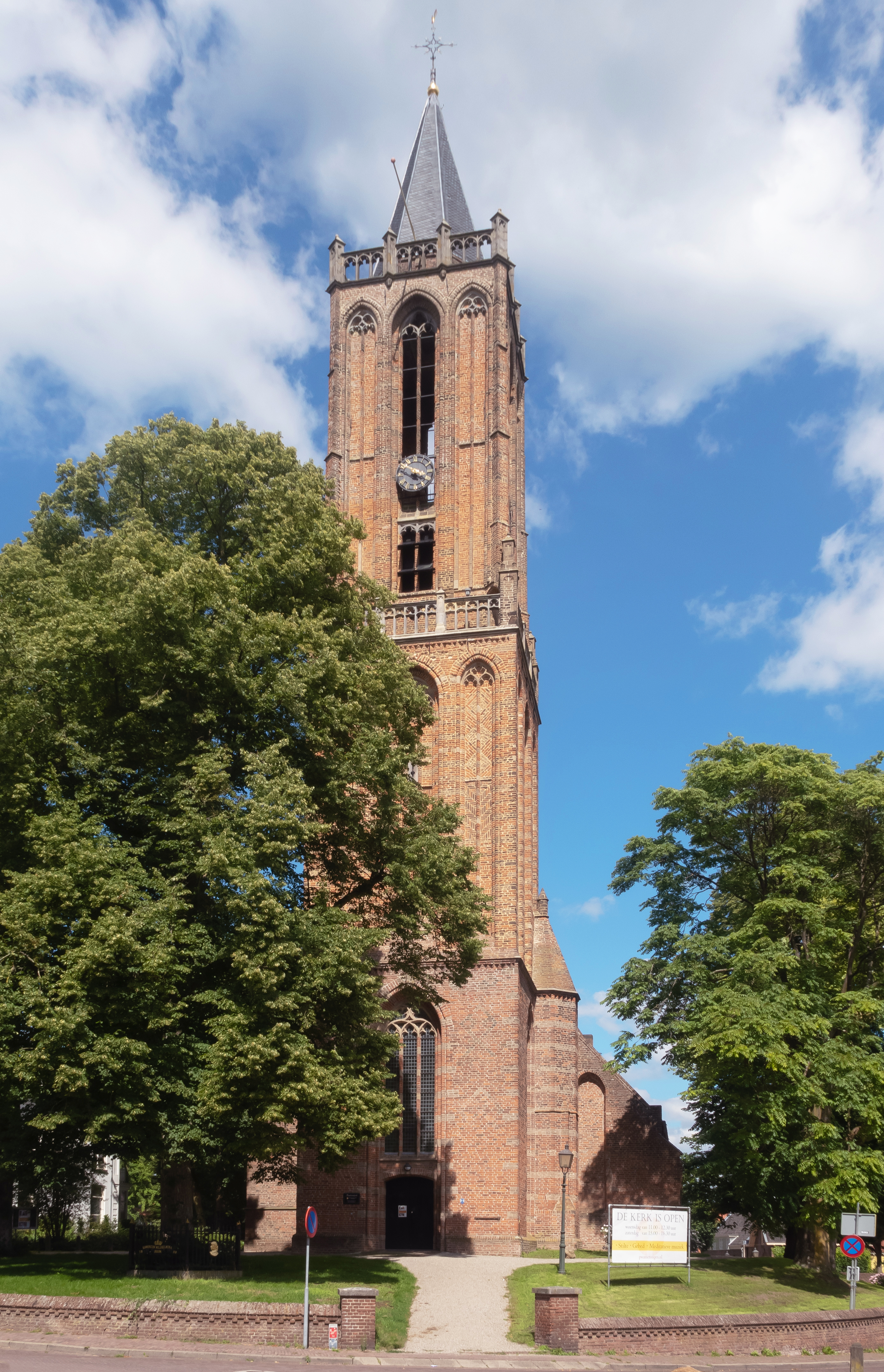
Amerongen, Kirche: die Andrieskerk
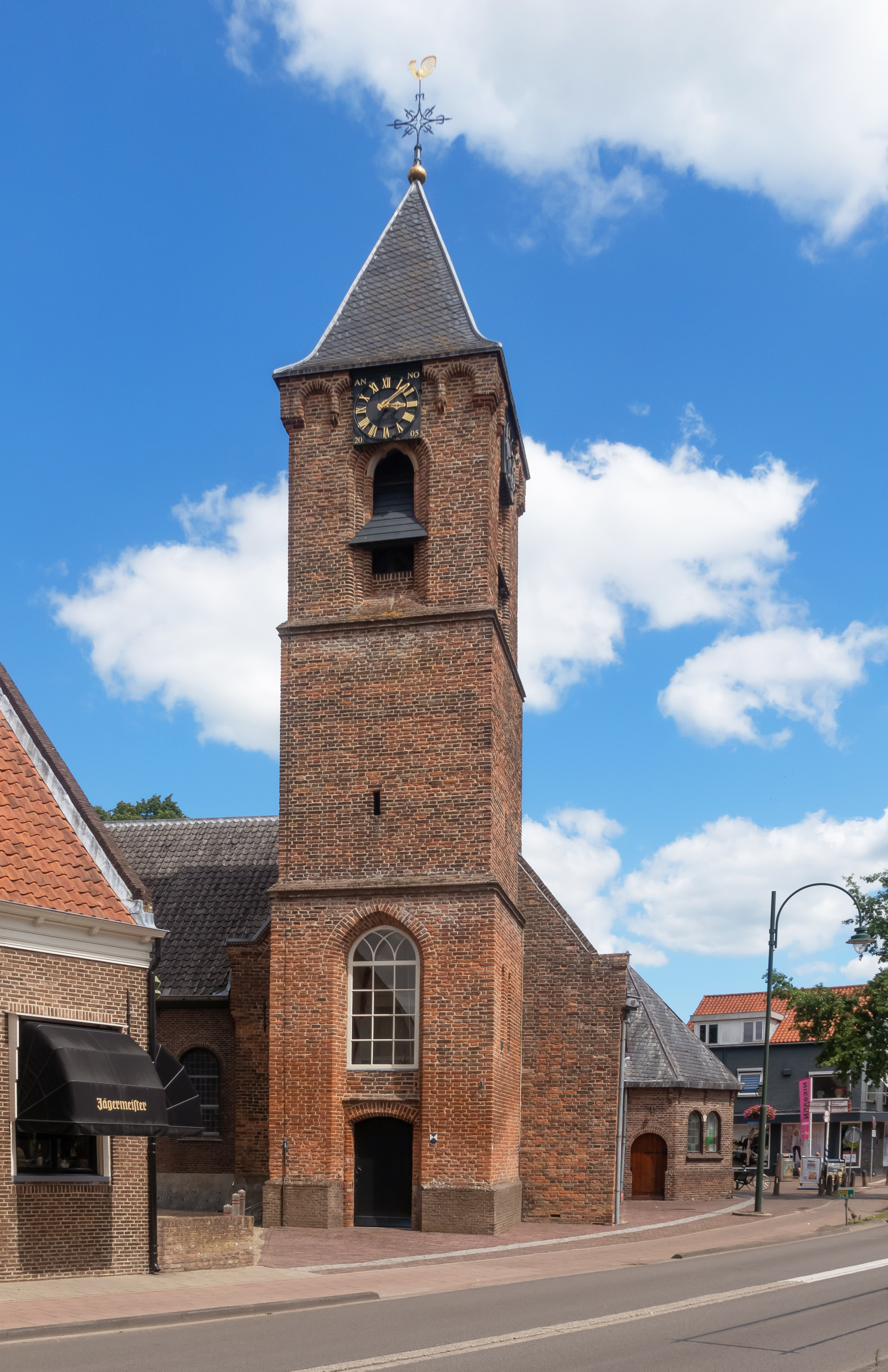
Leersum, Kirche: die Michaëlskerk
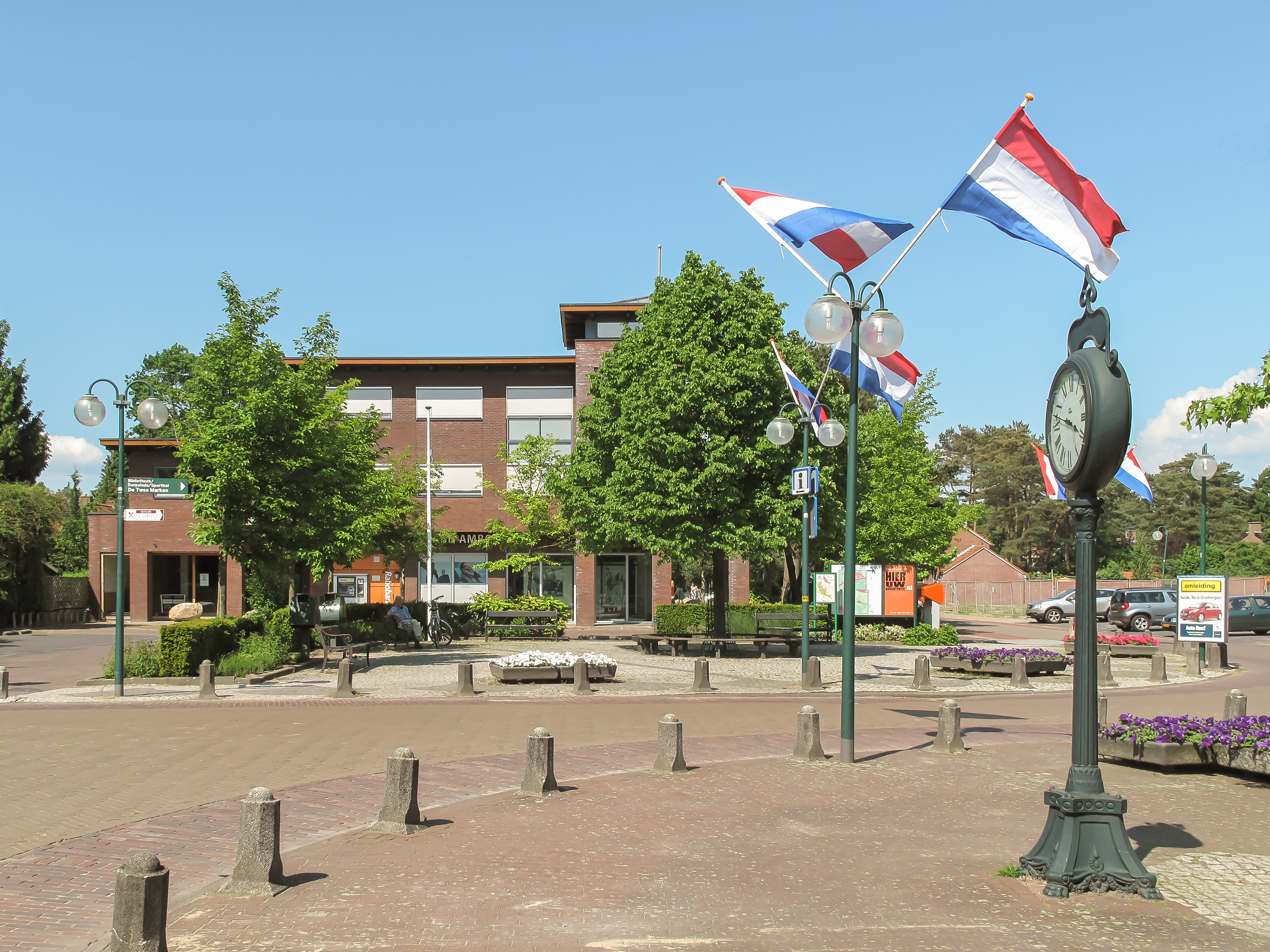
Maarn, der 5 mei-plein
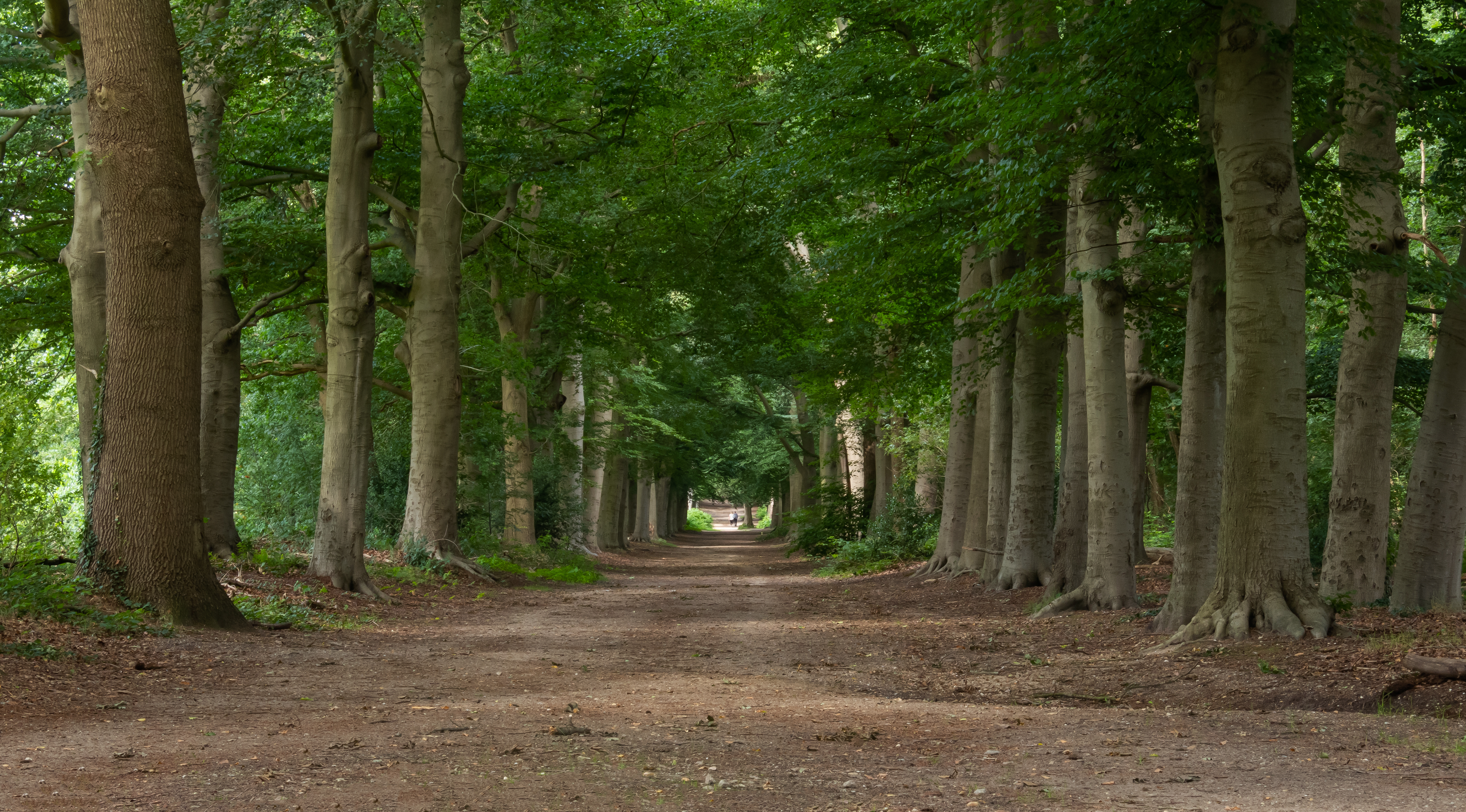
Zwischen Amerongen und Elst, Wald: das Amerongse bos
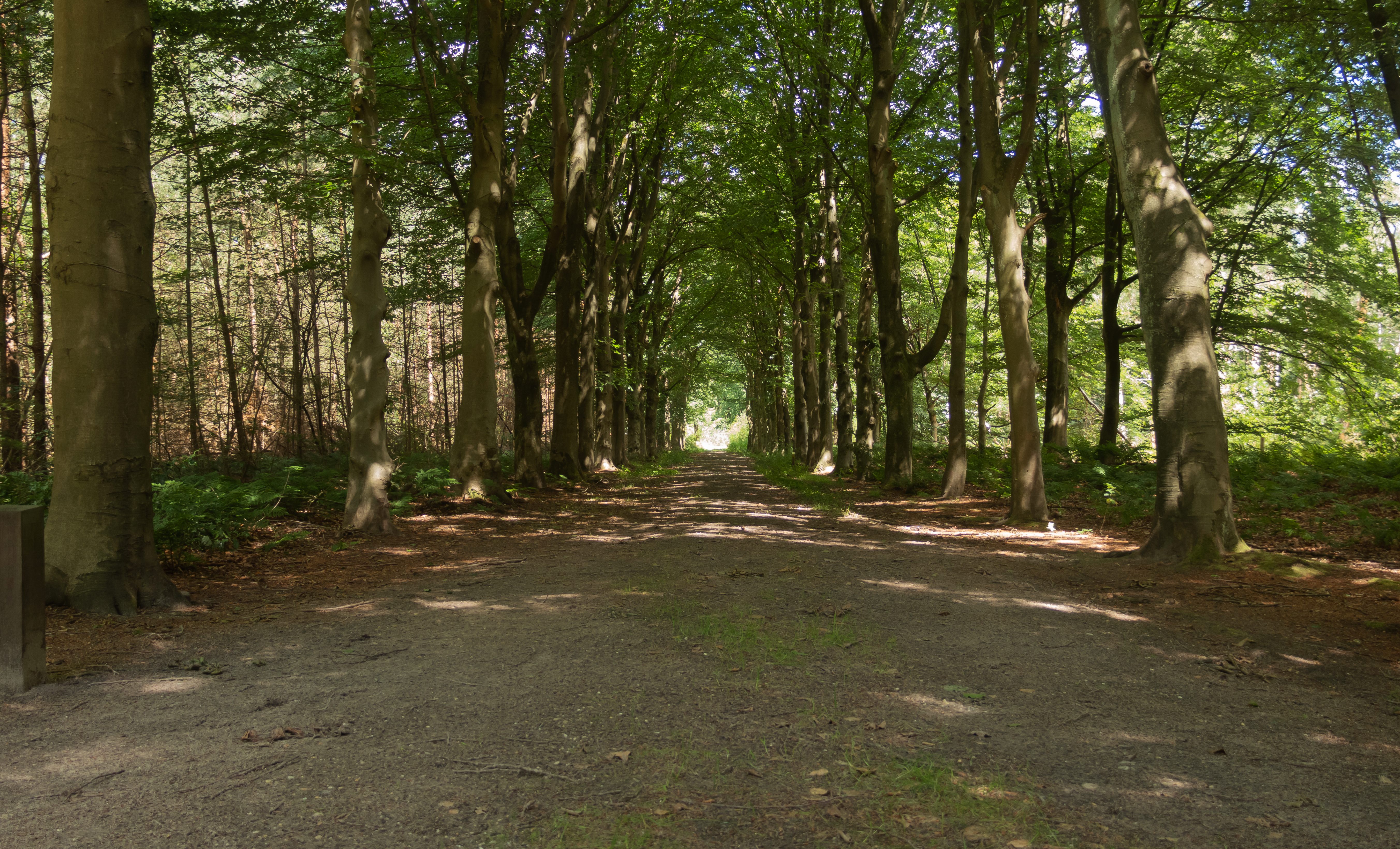
Doorn, die Dartheide

## Städtepartnerschaften
Doorn kündigte 2009 die seit 1970 bestehende Partnerschaft mit Hanau-Steinheim.

## Söhne und Töchter der Gemeinde
- Godert de Ginkell, 1. Earl of Athlone, Baron van Reede (1644–1703), General in englischen Diensten
- Jan Mali (* 7. September 1828 in Darthuizen bei Utrecht; † 28. Januar 1865 in München) war ein niederländisch-deutscher Landschaftsmaler
- Rogier Verbeek (1845–1926), Geologe und Paläontologe
- Jan de Beaufort (1880–1946), Fechter
- Johanna Adriana Ader-Appels (* 9. Mai 1906 in Driebergen; † 31. Juli 1994 in Nieuw-Beerta, Oldambt), Evangelistin, Predigerin und Widerstandskämpferin
- Carel Godin de Beaufort (* 10. April 1934 in Maarsbergen, Niederlande; † 2. August 1964 in Köln), Rennfahrer
- Ria Beckers (* 2. November 1938 in Driebergen; † 22. März 2006 in Wadenoijen), Politikerin
- Jolanda Zwoferink (* 1969 in Leersum), Organistin
- Marco Out (* 1970 in Maarsbergen), Politiker
- Nienke Kingma (* 1982), Ruderin und Olympionikin
- Claudia Belderbos (* 23. Januar 1985 in Doorn), Ruderin
- Nicky Romero (* 6. Januar 1989 in Amerongen), DJ und Musikproduzent